# Гийом III де Вьен
Гийом III (или IV) де Вьен (фр. Guillaume III de Vienne; ок. 1365 — после 14 марта 1435), по прозвищу Мудрый — бургундский военачальник, государственный деятель и дипломат, первый рыцарь ордена Золотого руна.

## Биография
Сын Юга VI де Вьена, сеньора де Сен-Жорж, и Жанны де Шатовилен.
Сеньор де Сен-Жорж, Сен-Круа, Сёрр, и прочее, советник и камергер короля Франции и герцогов Бургундии.
В качестве рыцаря-бакалавра (башелье) участвовал во Фландрской кампании 1382 года. В 1385 году вместе с отцом сопровождал в Шотландию родственника, адмирала Франции Жана де Вьена. Вместе с адмиралом принимал участие в крестовых походах в «Варварию» (осада Махдии) в 1390 и «Венгрию» в 1396 (битва при Никополе), где командовал отрядом в составе бургундского контингента.
В 1386 году стал камергером Филиппа II Смелого, затем служил его сыну Жану Бесстрашному. Находился во вражде с графом де Ла-Птит-Пьером, которому в 1391 году объявил частную войну. В 1404 году подписал франшизы и вольности, данные герцогом городу Дижону. В 1405 стал герцогским советником и камергером, в 1406 капитан-генералом Пикардии и Фландрии. В том же году был ранен с стычке под стенами Ардра, в 1408 двинулся на помощь Маастрихту и участвовал в битве с восставшими льежцами при Оте, а в следующем году руководил осадой Веллексона.
В то же время был назначен великим камергером и воспитателем дофина Людовика, с 2000 ливров пенсиона, а в 1412 году вместе с губернатором Дофине Ренье По был направлен для взятия под контроль губернаторства Лангедока после герцога Беррийского, и принятия присяги от капитанов городов и замков.
В качестве дипломата был в 1408 году направлен послом к герцогу Миланскому Джан Мария Висконти, а позднее был послом герцога Бургундии на Констанцском соборе.
11 июля 1419 сопровождал Жана Бесстрашного при подписании мира с дофином Карлом в Понсо, а 10 сентября — на встрече на мосту в Монтеро, где герцог был убит, а де Вьен взят в плен.
После освобождения в 1420 году стал советником и камергером Филиппа III Доброго, наградившего его за преданность землями и почестями. В 1422 году был назначен капитан-генералом Бургундии, а в 1425 стал членом «ближнего совета» при герцоге. В 1429 году король Генрих VI передал Гийому графство Сансер, конфискованное у приверженца Карла VII.

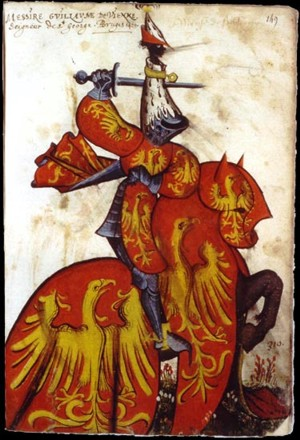
Гийом III де Вьен. Большой рыцарский гербовник ордена Золотого руна

В январе 1430 года в Брюгге при создании ордена Золотого руна Гийом де Вьен стал первым из 24 его рыцарей, в качестве награды за верную службу трем герцогам Бургундским.
В 1432 году участвовал в Осерской конференции. 14 марта 1434/1435 составил завещание; по-видимому, умер вскоре после этого. Погребен в церкви августинцев в Сен-Жорже.

## Семья
1-я жена (1392) - Луиза Женевская, дочь Умбера VII де Туар и Марии Женевской.
2-я жена (9.07.1400): Мария, дофина Овернская, дочь Беро II, дофина Овернского, графа де Клермон, и графини Маргариты де Сансер. Принесла мужу сеньории Бюсси, Ла-Шап, и свои владения в Шампани
Сын:
- Гийом IV де Вьен (ум. 1456), сеньор де Сен-Жорж. Жена (1410): Аликс де Шалон (ум. 1457), дама де Бюсси, дочь Жана де Шалона, принца Оранского, и Марии де Бо, принцессы Оранской